# Stanley Crossett
Stanley Roy Crossett (né le 18 avril 1900 à Tillsonburg, dans la province de l'Ontario au Canada – mort le 26 juillet 1992 à Port Hope, également en Ontario) est un joueur canadien de hockey sur glace.

## Carrière de joueur
Il commence sa carrière professionnelle à l'âge de 29 ans avec les Quakers de Philadelphie de la Ligue nationale de hockey. En 21 parties, il ne récolte aucun point et 10 minutes de punition.
Il retourne ensuite à Port Hope en Ontario où il se marie avec Laura Hill.

## Statistiques
| Saison     | Équipe                  | Ligue      |    | Saison régulière | Saison régulière | Saison régulière | Saison régulière | Saison régulière |   | Séries éliminatoires | Séries éliminatoires | Séries éliminatoires | Séries éliminatoires | Séries éliminatoires |
| Saison     | Équipe                  | Ligue      | PJ | B                | A                | Pts              | Pun              | PJ               | B | A                    | Pts                  | Pun                  |                      |                      |
| 1929-1930  | Eagles de Port Hope     | OHA-Sr.    |    |                  |                  |                  |                  |                  |   |                      |                      |                      |                      |                      |
| 1930-1931  | Quakers de Philadelphie | LNH        | 21 | 0                | 0                | 0                | 10               | -                | - | -                    | -                    | -                    |                      |                      |
| Totaux LNH | Totaux LNH              | Totaux LNH | 21 | 0                | 0                | 0                | 10               | -                | - | -                    | -                    | -                    |                      |                      |